# Динапур
Динапур (енгл. Dinapore), индијски град у округу Патна у држави Бихар.

## Историја
У време британске управе у Индији,  Динапур је био важна војна база британске војске. Током Индијског устанка 1857, 3 пука домородачке пешадије (сепоја) Бенгалске армије (7, 8. и 40. пук) стационирана у граду, побунили су се против британске власти 25. јула 1857.

## Демографија
По попису становништва из 2001. године град је имао 130.339 становника. По последњем попису из 2011. град је имао 182.429 становника, од чега 53,1 % мушкараца, 23 % неписмених и 32 % запослених.